# Estación Santo Inácio
La Estación Santo Inácio es una de las estaciones del VLT de Recife, situada en Cabo de Santo Agostinho, entre la Estación Ponte dos Carvalhos y la Estación Cabo.
Fue inaugurada en el siglo XIX y atiende a habitantes y trabajadores del barrio de Santo Inácio, en Cabo de Santo Agostinho.

## Historia
La estación fue originalmente inaugurada a finales del siglo XIX, siendo una de las estaciones del Ferrocarril Recife a São Francisco. En 1905, la estación Santo Inácio pasó a formar parte del Ramal Recife-Maceió. Ese ramal de pasajeros funcionó hasta los años 80. Actualmente forma parte de la Línea Cajueiro Seco–Cabo del VLT de Recife.